# Gönc
Gönc là một thành phố thuộc hạt Borsod-Abaúj-Zemplén, Hungary. Thành phố này có diện tích 37,3 km², dân số năm 2010 là 2008 người, mật độ 54 người/km².